# Vágmedence
Vágmedence (1889-ig Madunicz, szlovákul Madunice) község Szlovákiában, a Nagyszombati kerületben, a Galgóci járásban.

## Fekvése
Galgóctól 10 km-re északnyugatra, a Vág jobb partján fekszik, Mátyusföld és Zoborvidék között.

## Története
1113-ban „Medencz” néven a zoborhegyi bencés apátság birtokainak leírásában említik először. A galgóci uradalomhoz tartozott. 1453-ban V. László király a galgóci uradalmat Újlaky Miklósnak adta és az uradalomhoz tartozó falvak felsorolásában Medenc is szerepelt. Az 1533-as adóösszeírásban a falut „Madoniecz” alakban említik. Az 1560. évi egyházi vizitációban „Madonicz” néven szerepel. 1600-ban említik a plébánia filiáit: Csenede és Kaplat községeket. 1609-ben a pöstyéni Bercsényi Imre vásárolt nagyobb birtokot határában. 1665-ben I. Lipót király vásárolt itt birtokot 50 ezer aranyért a lipótvári erődítmény számára. 1843-ban egy nagy tűzvészben az egész falu leégett.
Vályi András szerint „MADUMECZ. Madincz. Tót falu Nyitra Várm. földes Ura G. Erdődi Uraság, lakosai katolikusok, fekszik Drabóczhoz nem meszsze, és annak filiája, határja középszerű.”
Fényes Elek szerint „Madumicz, tót falu, Nyitra vmegyében, Leopoldvárához 1/2 órányira, igen termékeny lapályföldön: 924 kath., 11 zsidó lak. Kath. paroch. templom. F. u. gr. Erdődy Józsefnő. Ut. posta Galgócz.”
Nyitra vármegye monográfiája szerint „Madunicz, a Vág jobb partján, 888 többnyire tót, r. kath. vallásu lakossal. Posta-, táviró- és vasúti állomása Galgócz. Egyike a legrégibb községeknek, melylyel már 1113-ban „Medenz” név alatt találkozunk. Kath. temploma 1797-ben épült. Tornya 1843-ban leégett és akkor ujra felépitették. Kegyura gr. Erdődy Ferencz, kinek itt nagy kiterjedésü birtokai vannak. A községet több súlyos csapás érte. Igy a török harczok idejében sokat szenvedett, hasonlóképen az 1848-iki szabadságharcz alkalmával. 1843-ban az egész község porrá égett, 1894-ben pedig a Vág áradása pusztította el a határt és a helység egy részét. A török háboru idejében „Dubevá hávka” nevü dülőjén, a Vág mellett, egy óriási tölgyfa állott, melyet a lakosok a folyóba döntöttek, úgy, hogy a viz szine alá kerülvén, láthatatlan gát gyanánt szolgált. Ezzel megakadályozták a törökök átkelését, mert úgy a tutajon, mint a lovakon átkelők, e rejtett akadályba ütközve, elmerültek.”
A trianoni diktátumig Nyitra vármegye Galgóci járásához tartozott.

## Népessége
| Év:            | 1994. | 2004.    | 2014.   | 2024.   |
| -------------- | ----- | -------- | ------- | ------- |
| Emberek száma: | 1854  | 2040     | 2191    | 2340    |
| Eltérés:       |       | +10,03 % | +7,40 % | +6,80 % |

| Év:            | 2023. | 2024.   |
| -------------- | ----- | ------- |
| Emberek száma: | 2341  | 2340    |
| Eltérés:       |       | -0,04 % |

1880-ban 827 lakosából 780 szlovák és 5 magyar anyanyelvű volt.
1890-ben 888 lakosából 852 szlovák, 31 magyar és 5 német anyanyelvű volt.
1910-ben 1075 lakosából 1005 szlovák és 52 magyar anyanyelvű volt.
1921-ben 1045 lakosából 1033 csehszlovák és 10 magyar volt.
2001-ben 1932 lakosából 1917 szlovák és 3 magyar volt.
2011-ben 2160 lakosából 2125 szlovák és 2 magyar volt.

## Nevezetességei

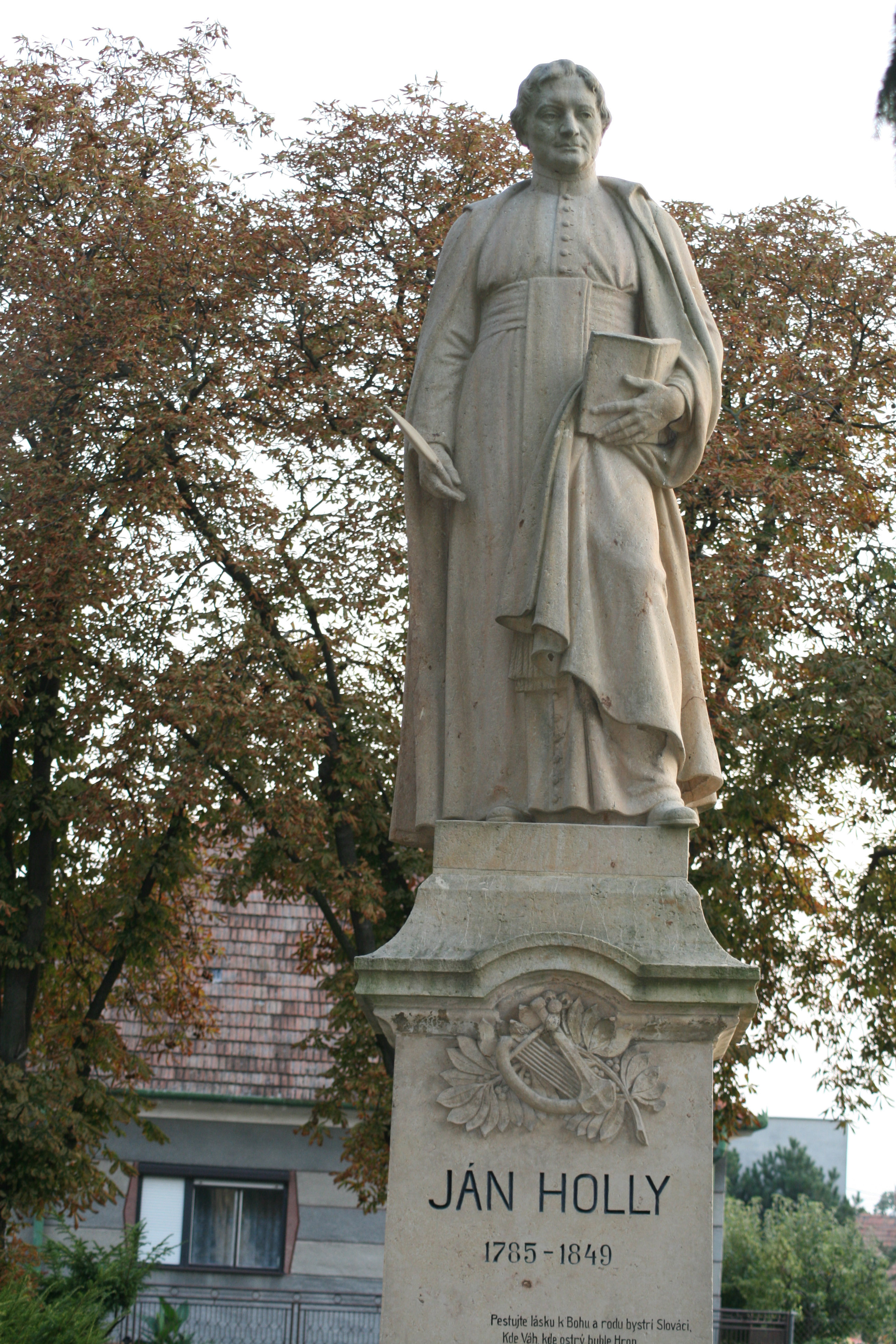
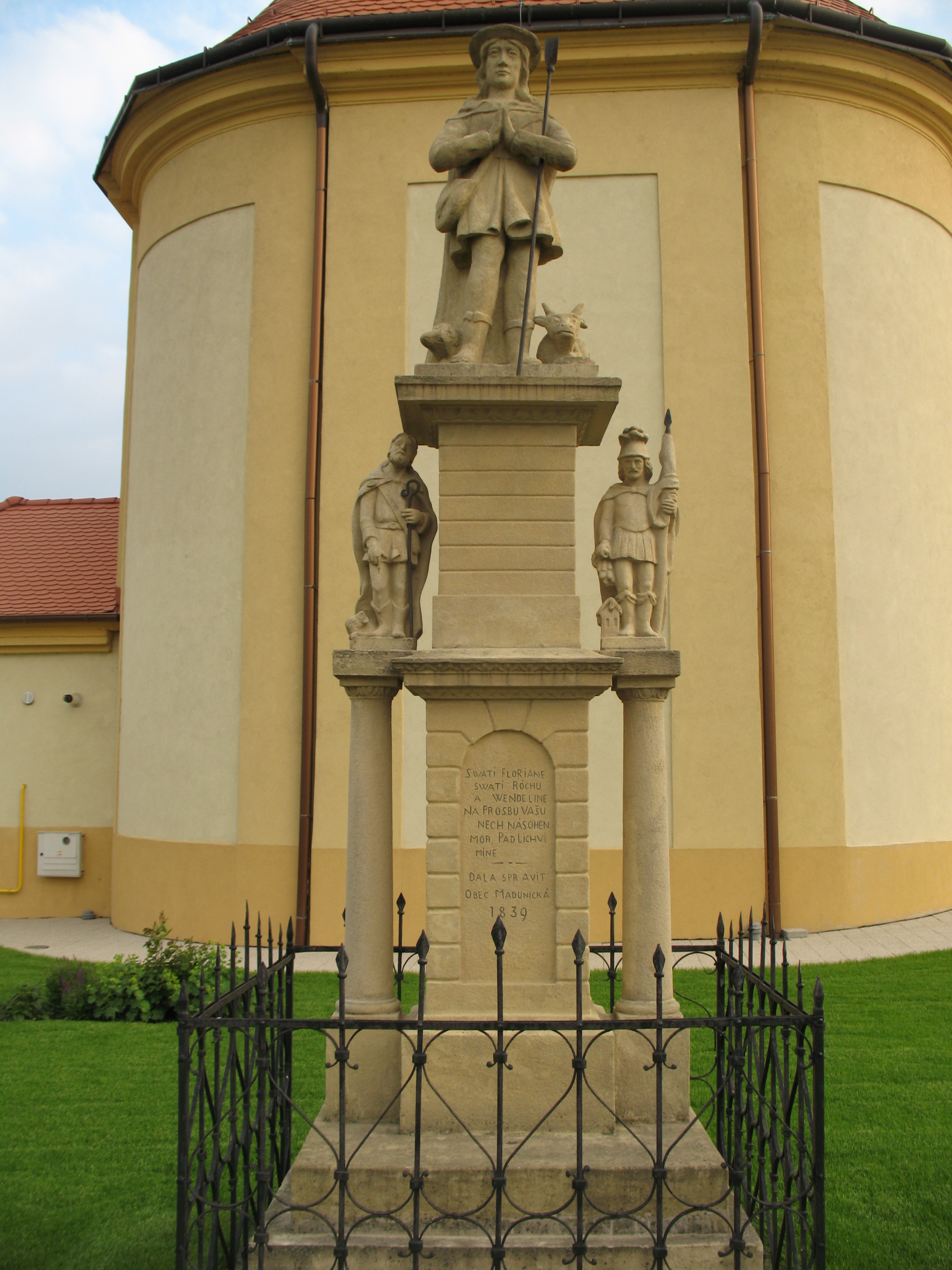

- A Kisboldogasszony tiszteletére szentelt, római katolikus temploma a korábbi templom helyén épült 1799 és 1806 között. Tornya az 1843-as tűzvészben leégett és újjá kellett építeni.
- Szent Vendel és Szent Flórián szobrai 1839-ben készültek. 1933-ban újították meg őket.

## Neves személyek
- Itt született 1905-ben Szörényi Imre magyar orvos, biokémikus, fiziológus, egyetemi tanár, a Magyar Tudományos Akadémia rendes tagja.
- A községben volt plébános 1814 és 1843 között Ján Hollý szlovák költő, szobra a templom előtt áll.
- Itt szolgált Bubnics Mihály (1877-1945) rozsnyói püspök.